# Isis Cabolet
 Isis Mihrimah Cabolet (Den Haag, 6 oktober 1986) is een Nederlands actrice, woonachtig in Amsterdam. In 2011 voltooide ze haar opleiding aan de Toneelacademie Maastricht. Sinds 2012 maakt ze deel uit van theatergezelschap Bouillabaisse. Voorheen zat ze bij Toneelgroep Amsterdam.
Op achttienjarige leeftijd maakte Isis Cabolet haar debuut op de Nederlandse televisie, in de soapserie Het glazen huis, waarin zij in 2004 een bijrol had. In datzelfde jaar volgde haar rol als Floor van Zandt in Onderweg naar morgen. Later was ze te zien series als Penoza en Van God los.
Cabolet speelde naast Carice van Houten in De gelukkige huisvrouw, de verfilming van het gelijknamige boek van Heleen van Royen. In 2013 verscheen de thriller App op het witte doek, waarin ze de rol van Sophie Welts vertolkt. In het waargebeurde Lucia de B. van Paula van der Oest is ze te zien in de rol van Fabiënne, de dochter van de ten onrechte veroordeelde verpleegster Lucia de Berk.
In 2024 schreef Cabolet samen met Lotte Tabbers het scenario van de film Dit is geen kerstfilm, hiermee wisten zij een Gouden Kalf te winnen in de categorie Beste scenario.

## Filmografie

### Film
- 2014: Lucia de B. – Fabiënne
- 2013: APP – Sophie Welts
- 2011: One Night Stand – Lilja (afl. "Mijn Marko")
- 2010: LelleBelle – Zus Belle
- 2010: Sterke verhalen – Iris
- 2010: Sekjoeritie – Lucille
- 2010: De gelukkige huisvrouw – Cynthia
- 2005: Allerzielen – Maagd
- 2004: One Night Stand – Clarissa (afl. "Snacken")
- 2004: Deining – Charlie

### Televisie
- 2019: Keizersvrouwen - Anne
- 2016: Weemoedt – Chava
- 2015: Bagels & Bubbels – Maya Bolt
- 2015: Familie Kruys – Cornélie
- 2014: Taart (afl. Alaska) - Sonja
- 2013: Ik ook van jou – Lynn
- 2013: Penoza II – Joyce (afl. 8 en 9)
- 2011: Van God los – Daniëlle (afl. "Kortsluiting")
- 2011: Flikken Maastricht – Birgit Schoenmakers (afl. "Inkom")
- 2011: Seinpost Den Haag – Margreet Verhoek (afl. "Praatjes")
- 2008: Deadline – Marloes Koudijs
- 2007: SpangaS – Marieke
- 2007: Van Speijk – Hummie (afl. "Schieten met je ogen dicht")
- 2004: Het glazen huis – Meisje
- 2004: Ff moeve – Michelle
- 2004: Onderweg naar morgen – Floor van Zandt

### Theater
- 2012: Antigone – Antigone
- 2011: De vrek – Marianne
- 2011: Spoken – Regina Engstrand
- Dear panther, dear tiger
- De overtrokkenen
- Kanker
- Apocalyspo
- Closer
- Messen in Hennen
- Aggennebbis
- Phaedra
- Plukt ons
- De kale zangeres